# Roskilde Søndre Sogn
Roskilde Søndre Sogn er et sogn i Roskilde Domprovsti (Roskilde Stift).
Roskilde Søndre Sogn blev i 1965 udskilt fra Roskilde Domsogn, som lå i Roskilde Købstad. Den hørte geografisk til Sømme Herred i Roskilde Amt og blev ved kommunalreformen i 1970 kernen i Roskilde Kommune.
I sognet ligger Jakobskirken, der blev opført i 1972-74.